# Tachyon

Tachyon

Tachyon (z řec. ταχύς – rychlý) je hypotetická, dodnes neprokázaná částice pohybující se nadsvětelnou rychlostí, jejíž hmotnost je vyjádřena imaginárním číslem. Oproti klasickým částicím by se tachyony chovaly paradoxně – se zvyšující se energií by se zpomalovaly a se snižující zrychlovaly. Z hlediska matematického formalismu jsou takové částice přípustné, ale žádná všeobecně přijímaná současná fyzikální teorie je neobsahuje, nejsou nutné k vysvětlení žádného dosud známého pozorovaného jevu. Podle principu Occamovy břitvy se tedy předpokládá, že neexistují.

## Hypotéza
Z hlediska speciální teorie relativity by šlo o částice pohybující se po prostorupodobných světočarách. V tomto formalismu by měly ryze imaginární klidovou hmotnost, nebylo by možné je zpomalit pod rychlost světla a porušovaly by kauzalitu. Tachyony se rovněž vyskytovaly v původní bosonové teorii strun. Pozdější teorie superstrun zahrnuje i fermiony a existenci tachyonů již nepřipouští.

## Nadsvětelná rychlost neutrin při experimentu OPERA
V září 2011 byla zveřejněna informace vědců z CERNu, že při experimentu OPERA byla naměřena nadsvětelná rychlost neutrin. Dne 22.02.2012 byly zpochybněny výsledky tohoto experimentu kvůli zjištěným závadám na hardwaru.

## Tachyony v tvorbě sci-fi
Tachyonové částice jsou jedním ze základů fiktivních technologií v amerických sci-fi seriálech:
- Nejvíce jsou zmiňovány a používány v sérii Star Trek: Vesmírná loď Voyager. Zde jsou používány k tzv. transwarpovému pohonu, k vytváření časoprostorových anomálií a časových interdimenzionálních riftů (proudů) (rift – angl. trhlina), které je možné vytvořit tzv. chrono-deflektorem s nedio-tachyonovým pulzem. Jsou také základem pro spouštěcí sekvenci borgského transwarpového pohonu.
- Tachyon se také objevil v kultovním seriálu britské BBC Červený trpaslík (Red Dwarf) v díle "Hololoď", kde se celá hololoď skládala právě z Tachyonů a mohla tak cestovat mimořádnou rychlostí.
- O tachyonu se rovněž hovoří v seriálu The Flash, kde je doktor Harrison Wells chtěl využít ke vlastnímu zrychlení na rychlost dostatečnou k pohybu časem zpět do svého časoprostoru.
- Tachyony byly též zmíněny ve filmu Svět podle Prota (K-PAX, 2001), kde jimi Prot vysvětluje své meziplanetární cestování nadsvětelnou rychlostí.
- Ve filmu Země zítřka je pomocí zařízení používající tachyonů předurčen datum zániku planety Země.
- Další možné použití je nastíněno ve hře Ground Control II.: Operation Exodus, kde jsou při galaktické komunikaci používány tachyonové vysílače.
- V knize Archa (část druhá) od Alastaira Reynoldse je použito termínu tachyonová hmota při popisu nehody, která se udála v rámci výzkumů setrvačnosti.
- V knize Trosečníci v čase od Margaret Peterson Haddix se o tachyonech mluví.